# بنگال (مینه‌سوتا)
بنگال (به انگلیسی: Bengal) یک منطقهٔ مسکونی در ایالات متحده آمریکا است که در شهرستان سنت لوئیس، مینه‌سوتا واقع شده‌است. بنگال ۱۰ نفر جمعیت دارد و ۴۱۲٫۰۹ متر بالاتر از سطح دریا واقع شده‌است.